# مشروع لوون

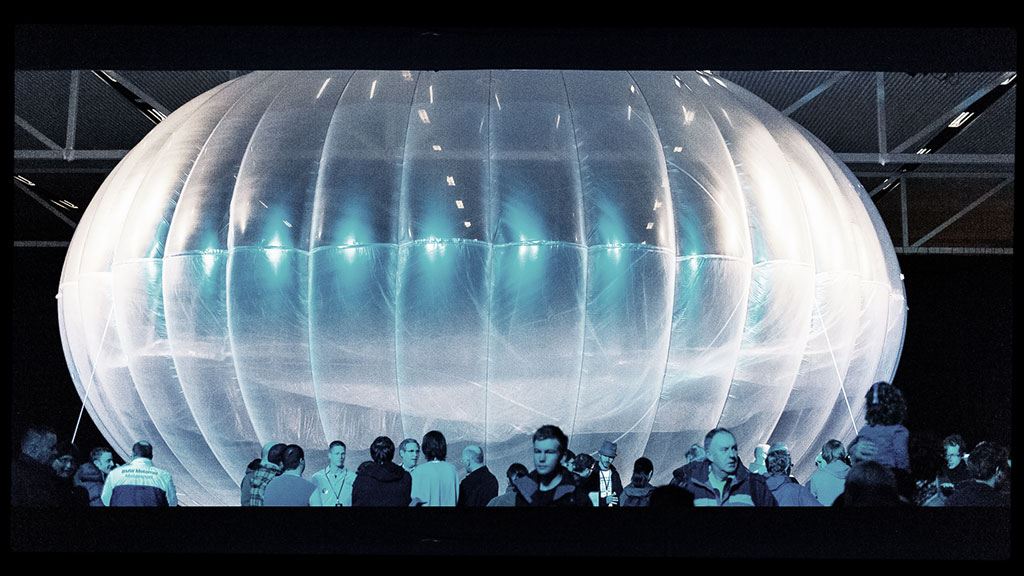
بالون بروجيتك بوون في حفل إفتتاح المشروع في كرايستشرش يونيو 2013)

مشروع لوون (بالإنجليزية: Project Loon)‏ هو مشروع بحث وتطوير أنشأته جوجل مع بعثة خاصة لتوفير إيصال الإنترنت إلى المناطق الريفية والنائية. ويستخدم المشروع مناطيد على ارتفاعات عالية وضعت في طبقة الستراتوسفير على ارتفاع حوالي 32 كم (20 ميل) لإنشاء شبكة لاسلكية جوية تشبه تقريبا شبكة الجيل الثالث 3G في السرعة. جاء اسم المشروع (لوون بالأنجليزية تعني ساذج أو مجنون) من أن جوجل نفسها اعتبرت ان فكرة توفير وإيصال الإنترنت إلى 5 مليارات نسمة من السكان فكرة لم يسبق لها مثيل و «مجنونة».

## طريقة العمل
مكان المناطيد يحدد عن طريق ضبط الارتفاع لتطفو على ارتفاع معين بعد تحديد طبقة الرياح مع السرعة والاتجاه المطلوبين باستخدام بيانات الرياح من الإدارة الوطنية للمحيطات والغلاف الجوي (NOAA). ويستطيع مستخدمي خدمة الاتصال الربط بالشبكة باستخدام هوائي إنترنت خاص بيهم يحتوي على بنايتهم. تنتقل الإشارة من خلال الشبكة من منطاد لمنطاد، ثم إلى المحطة الأرضية ثم إلى مزود خدمة الإنترنت (ISP)، ثم على شبكة الإنترنت العالمية.

## أهداف المشروع
يهدف النظام إلى تحقيق الوصول إلى شبكة الإنترنت في المناطق النائية والريفية التي تفتقر إلى الخدمات، وتحسين الاتصالات أثناء الكوارث الطبيعية في المناطق المتضررة.

## الأشخاص المشاركين في المشروع
الاشخاص الرئيسيين المشاركين في المشروع هم: ريتش دي فاول، رئيس قسم المهندسين الفنيين وأيضا خبير في التكنولوجيا القابلة للارتداء. ويشمل المشروع أيضا مايك كاسيدي، وهو رئيس المشروع؛ وسايروس بهروزي، وهو رئيس الشبكات والاتصالات السلكية واللاسلكية.